# Ben Mee
Benjamin Thomas Mee (21 de setembre de 1989) és un futbolista professional anglès que juga de defensa pel Burnley FC de la Premier League.